# Billy Currington

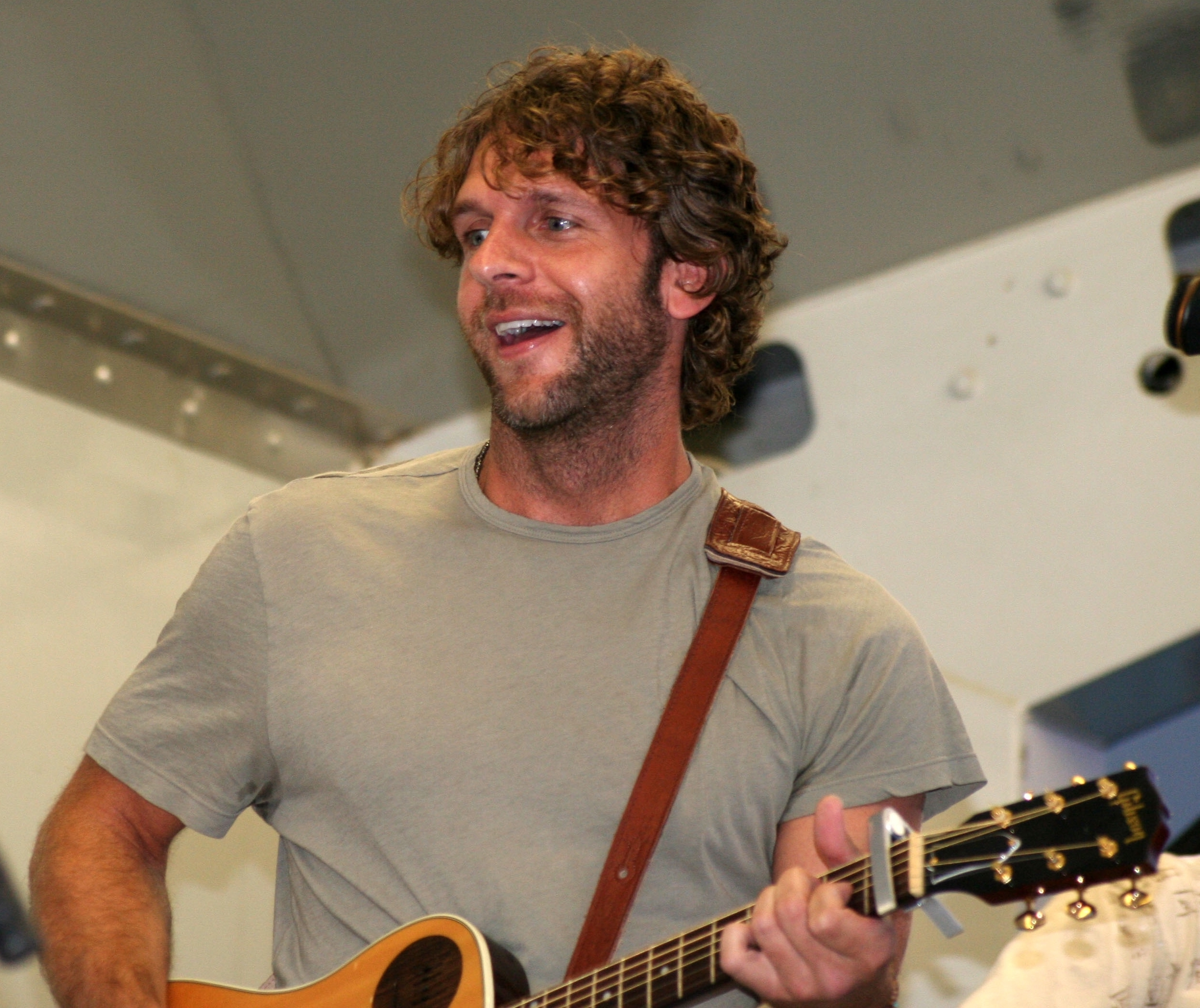
Billy Currington.

William Matthew «Billy» Currington (Savannah, Georgia, 19 de noviembre de 1973) es un cantante estadounidense de música country.
En 2003, firmó con Mercury Nashville Records, donde grabó tres álbumes: Billy Currington (2003), Doin' somethin' right (2005), Little bit of everything (2008), Enjoy yourself (2010) y We are tonight (2013). Además, ha cantado con la cantante Shania Twain en el dúo Party for two.

## Biografía
Billy Currington nació en Savannah, Georgia, el 19 de noviembre de 1973, y se crio en Rincon, Georgia. Tuvo cuatro hermanas y dos hermanos, y cuando tenía un año y medio su madre se casó con Larry Currington.
Siendo un estudiante en Effingham County High School hizo una audición para un spot de Opryland, el parque temático de música country de Nashville. A pesar del fracaso, una vez acabados sus estudios, se trasladó a Nashville para continuar su carrera musical. Allí trabajó como entrenador personal, y uno de sus clientes lo ayudó a grabar sus primeras canciones y a escribir canciones. Después de haberse unido a RCA Records, firmó en el año 2003 con la compañía Mercury Records.

## Discografía
- Billy Currington (2003)
- Doin' somethin' right (2005)
- Little bit of everything (2008)
- Enjoy yourself (2010)
- We are tonight (2013)
- Summer Forever (2015)